# Переясловська
Переясловська — станиця в Брюховецькому районі Краснодарського краю. Центр Переясловського сільського поселення.
Населення — 8 433 мешканців (2002).

## Економіка
- На території сільського поселення діють підприємства по виробництву сільськогосподарської продукції та товарів народного споживання:
- агрофірма «Восток»
- ВАТ «ЗИП-Бытприбор»
- ЗАТ «Творец»
- ВАТ «Брюховецкое АТП» — здійснює ремонтно-будівельну діяльність й пасажирські і вантажні перевезення.